# 安德什托普赛道
安德什托普赛道，前称斯堪的纳维亚赛道，是一条位于瑞典安德什托普的2.505英里（4.03）长的赛道。
这条赛道于1968年建在河流湿地上，并在20世纪70年代成为一个极受欢迎的场地，当时瑞典车手龙尼·彼得松正在他职业生涯的顶峰。它有一个长直道（称为飞行直道，也被用作980（3,220英尺）的飞机跑道（ICAO：ESMP）），以及几个倾斜的弯角，使得赛车调校成为工程上的妥协。不同寻常的是，它的维修区位于一圈的中间位置。
该赛道在20世纪70年代举办了六场一级方程式赛车瑞典大奖赛。当彼得松和贡纳尔·尼尔松在1978年一级方程式赛季中逝世后，公众对赛事的支持逐渐消失，瑞典大奖赛也停办了。这条赛道值得关注，也因为它是两辆非常规F1赛车的第一场也是唯一一场胜利：1976年的六轮蒂勒尔P34赛车和1978年的布拉巴姆"风扇车"。
安德什托普还在1971年-1977年和1981年-1990年举办了瑞典摩托车大奖赛，在1985年-1987年举办了欧洲房车锦标赛，在1991年和1993年举办了世界超级摩托车锦标赛，在2002年和2003年举办了FIA GT锦标赛。赛道自20世纪90年代以来一直是一个受欢迎的汽车俱乐部场地。
国际汽联世界房车锦标赛于2007年返回安德什托普，在其赛程上取代土耳其的伊斯坦布尔赛道。然而在2008赛季中，它又被伊莫拉赛道所取代。